# Església parroquial de Sant Pere (el Pinós)
L'Església de Sant Pere Apòstol és una església situada al carrer Canalejas del municipi d'El Pinós.
Aquesta església data del segle xviii, però el seu interior va ser restaurat entre els anys 1951 i 1959, i la coberta exterior entre 1987 i 1989.
La seua planta és de creu llatina, amb la nau central curta i el presbiteri profund. Adossada a la nau central es troba la capella de la Mare de Déu del Remei.